# 새날신문
《새날신문》(-新聞)은 조선민주주의인민공화국의 청소년들을 대상으로 한 신문으로 전체 4페이지, 대형판으로 발간한다.

## 일제강점기
《새날신문》은 김일성 국가주석이 친모, 강반석에 도움으로 발간한 신문이라고 한다.
일제강점기 조선의 청소년들에게 새 희망과 독립에 대한 긍지를 주기 위해 발간되었다.
이 신문은 만경대와 평양에서 살고 있었던 시민들을 위해서 발간했으며, 1927년 1월에 창간되었다. 그 후 발간을 중단했다가 1956년 6월 1일에 김일성 국가주석의 지시로 복간되었다.
최초 발간 당시에는 문학예술출판사에서 발간했지만, 현재는 금성청년출판사에서 발간한다. 1주일에 2번 발행한다.

## 내용
신문의 내용은 동화, 일기, 수필, 기행문이 많으며, 조선혁명에 관련된 기사들이 종종 실리기도 한다. 이밖에도 과학상식이나, 동화책에서 발췌된 교훈을 바탕으로 꾸민 글도 있다.